# 南开大学现代管理研究所
南开大学现代管理研究所，1997年11月由李维安创办并担任首任所长至2007年12月，挂靠于南开大学商学院。